# 메이너드 제임스 키넌
메이너드 제임스 키넌(Maynard James Keenan, 1964년 4월 17일 ~ )은 미국의 록 가수, 작곡가, 음악 프로듀서, 배우, 와인 메이커이다. 록 밴드 툴, 어 퍼펙트 서클의 멤버이며, 사이드 프로젝트 푸시퍼의 일원이다. 또한 엑시스 오브 저스티스에서 보컬을 담당하고있다.